# Мёрлен
Мёрлен (нем. Mörlen) — община в Германии, в земле Рейнланд-Пфальц.
Входит в состав района Вестервальд. Подчиняется управлению Бад Мариенберг (Вестервальд). По состоянию на 31 декабря 2006 года население составляет 599 человек. Занимает площадь 3,07 км².

## Население
| Год  | Численность |
| ---- | ----------- |
| 2010 | 565         |

| Год  | Численность | Численность |
| ---- | ----------- | ----------- |
| 1975 | 454         | [ 4 ]       |
| 2017 | 536         | [ 1 ]       |
| 2019 | 531         | [ 5 ]       |
| 2021 | 521         | [ 6 ]       |
| 2022 | 532         | [ 7 ]       |
| 2023 | 537         | [ 2 ]       |